# Brits Legioen
Niet te verwarren met the Royal British Legion

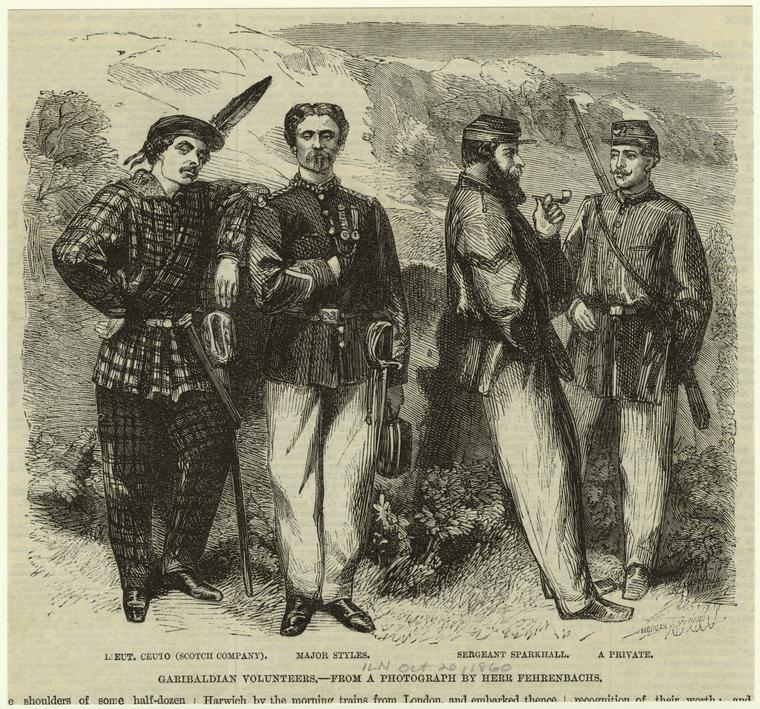
Soldaten van het Brits Legioen onder de Italiaanse Roodhemden. De linker is een Schot.

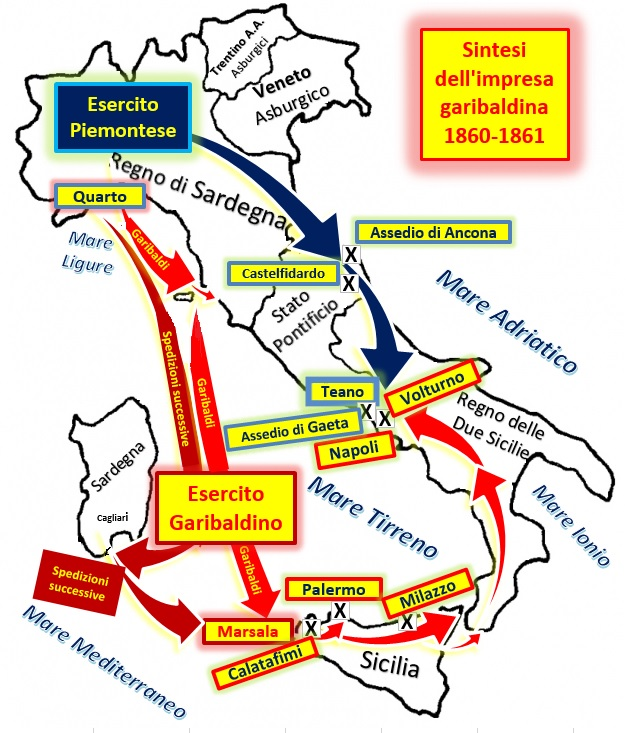
Eenmaking van Italië (1860): in het rood de Roodhemden van Garibaldi; in het blauw Piemonte-Sardinië

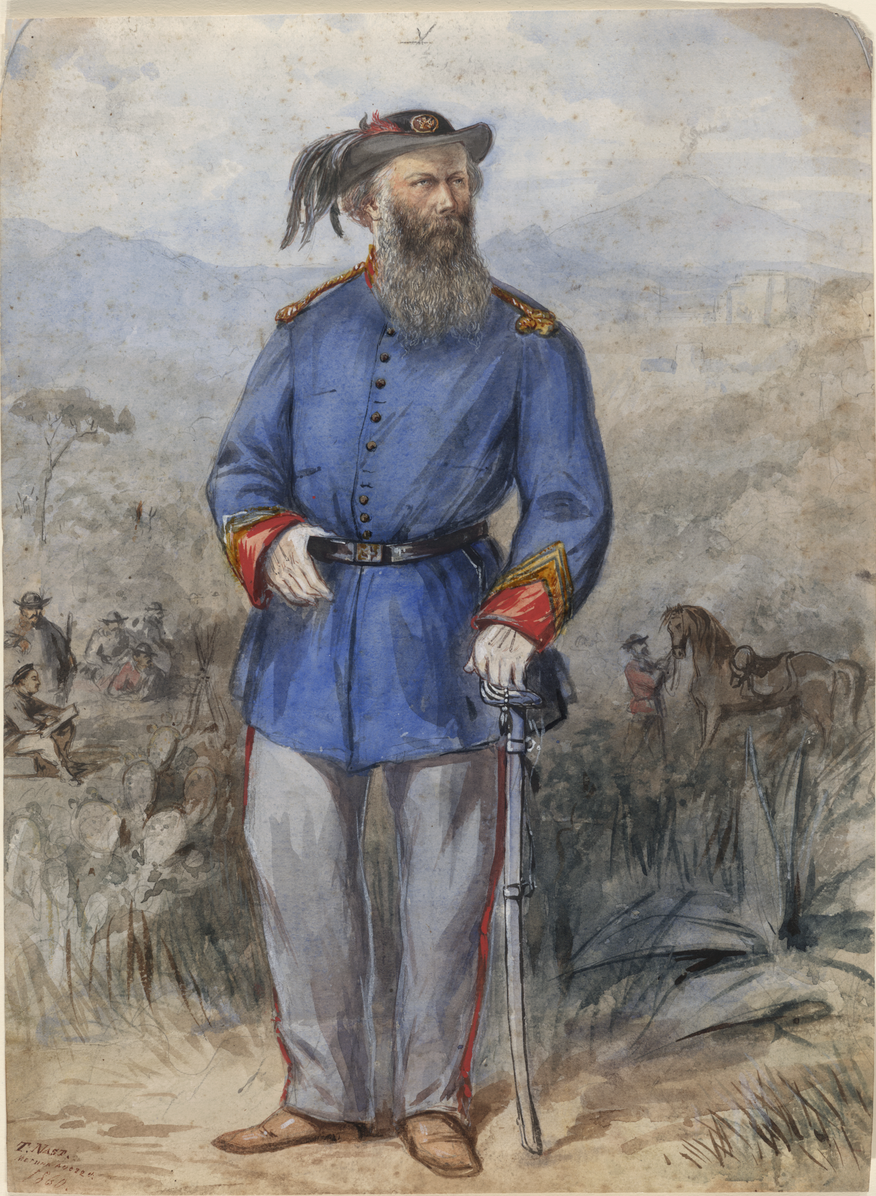
John Peard, commandant van het Brits Legioen. Engelse Garibaldi was zijn bijnaam.

Het Brits Legioen was een groep vrijwilligers die vocht voor de eenmaking van Italië of Risorgimento. Zij vochtten in oktober 1860 in de buurt van Napels tegen het Bourbon-regime van het Koninkrijk der Beide Siciliën.
Het Brits Legioen was met 800 man en bestond niet langer dan 3 maanden (oktober 1860-december 1860).

## Italiaanse context
In de lente van 1860 was Garibaldi, de internationaal bekende revolutionair, geland in Sicilië met 1.000 Roodhemden. De Roodhemden vormden het Esercito meridionale of Zuidelijk Leger. Na gevechten op Sicilië, met name in Milazzo, trokken de revolutionairen verder noordwaarts door de Beide Siciliën.
Op 7 september 1860 had Garibaldi met een klein groepje een politieke meeting gehouden in Napels, hoofdstad van de Beide Siciliën. In oktober 1860 vonden gevechten plaats tussen het Bourbon-regime en de revolutionairen. Troepen vanuit het noorden, uit het koninkrijk Piemonte-Sardinië, vervoegden zich en de strijd zette zich verder in en rond Gaeta (tot 1861).

## Legioen
Giuseppe Mazzini, een Italiaanse republikein, was in ballingschap in Londen op het moment dat de Romeinse Republiek (1849) werd uitgeroepen. Het bracht de Italiaanse eenmaking onder de aandacht van de Britse publieke opinie. Dit gebeurde andermaal in 1859 toen Garibaldi in Noord-Italië vocht tegen de Oostenrijkse bezetter. Meerdere biografieën over Garibaldi werden in Londen gepubliceerd.
In de lente van 1860 hadden Britse avonturiers zich aangesloten bij Garibaldi’s troepen in Sicilië. Het ging om een dertigtal Britten, die niet meegerekend werden bij de duizend man onder Garibaldi. De leider van de Britten was kolonel John Peard. Peard was een Ierse protestant maar kreeg de bijnaam van Engelse Garibaldi. Het nieuws van Garibaldi in Sicilië bracht geestdrift bij Engelse republikeinen. Zij steunden de ideeën van Mazzini om de Italiaanse Republiek uit te roepen. In mei 1860 richtten zij in Londen een steuncomité op, de London Trades Council. De giften stroomden binnen. Het steuncomité kon immers enkele gefortuneerde Britse republikeinen aantrekken. In Glasgow, Schotland, gebeurde hetzelfde door toedoen van de radicale republikein John Mc Adam. Met het geld kocht het steuncomité vuurwapens en uniformen aan; ze ronselden vrijwilligers in heel Groot-Brittannië. Het Amerikaanse wapenbedrijf Samuel Colt schonk 100 revolvers en karabijnen.
De vrijwilligers noemden zich citizen-soldiers of excursionists. Deze termen waren bedoeld om niet als een militie te fungeren in Londen, wat wettelijk verboden was. Velen waren overtuigd republikein zoals George Holyoake, Durrell Hodge, Joseph Cowen en William De Rohan. Zij dweepten met Mazzini. Een minderheid voelde zich Garibaldi-aanhanger. Garibaldi vocht niet voor de Republiek Italië maar wel voor een monarchie, het Huis Savoye van het koninkrijk Piemont-Sardinië.
Het steuncomité was overweldigd door de participaties: 600 à 800 mannen meldden zich aan om te vechten. De meesten waren arbeiders. De steden Birmingham, Liverpool en Manchester waren zo talrijk vertegenwoordigd dat zij elk een bataljon vormden. In totaal telde het Brits Legioen 12 bataljons. De Schotten vormden een apart bataljon. In het Brits Legioen waren ook enkele Duitsers en Zwitsers; zij vormden het mixed batallion. Het steuncomité betaalde ten slotte voor een boot om het Brits Legioen naar Napels te varen.
Op 15 oktober meerde de boot aan in de haven van Napels. De soldaten afkomstig uit Londen en de enkelingen die de hele mars uit Sicilië hadden gedaan, verenigden zich. Kolonel John Peard werd de aanvoerder van het Brits Legioen. Zijn troepen paradeerden door de bevrijde stad naar het slagveld. Het slagveld lag in Capua (19 oktober 1860). De troepen van Garibaldi behaalden de zege en verenigden zich met het Piemontees leger dat vanuit het Noorden had aangesloten. Het Brits Legioen telde twee doden en een tiental gewonden. Het reguliere leger van koning Vittorio Emanuele II van Piëmont-Sardinië nam het bevel over van Garibaldi. Samen trokken ze naar het laatste bolwerk van het Bourbon-regime, Gaeta, doch zonder het Brits Legioen.
Het Brits Legioen maakte het immers te bont. Ze vochten onderling en sommigen belandden in Napolitaanse gevangenissen. Het moraal van het Brits Legioen was laag. Kolonel Peard verontschuldigde zich bij Garbaldi voor het gebrek aan discipline. De republikeinen voelden zich bekocht omdat Garibaldi het geld uit Londen gebruikte om de vorst van Piëmonte-Sardinië te ondersteunen.
In december 1860 reisde het Brits Legioen terug naar Londen. Gravin Maria Martini della Torre beloofde een monument voor hen op te richten in Napels, doch dit monument kwam er niet.
Het Brits Legioen was gefrustreerd omdat er vanuit het (eengemaakte) Italië geen erkenning kwam voor hun inspanningen. Het steuncomité in Londen had al 3.000 pond betaald aan het Brits Legioen en kreeg nog facturen te betalen. De regering van Piëmonte-Sardinië betaalde zelf 14.000 pond aan Napolitanen voor gemaakte kosten door het Brits Legioen.
Vrij snel had het Brits Legioen een kwalijke naam in de Britse pers. De publieke opinie in Groot-Brittannië zag hen als een ongedisciplineerde bende. Zo omschreef de Newcastle Daily Chronicle in december 1860 hen als de helft enthousiastelingen en de andere helft leeglopers en dronkaards.